# Wildseeloder
Wildseeloder – szczyt w Alpach Kitzbühelskich, paśmie Alp Wschodnich. Leży w Austrii w Tyrolu. Pod szczytem znajduje się jezioro Wildsee i schronisko Wildseeloder-Haus.